# Phim trường Alvernia

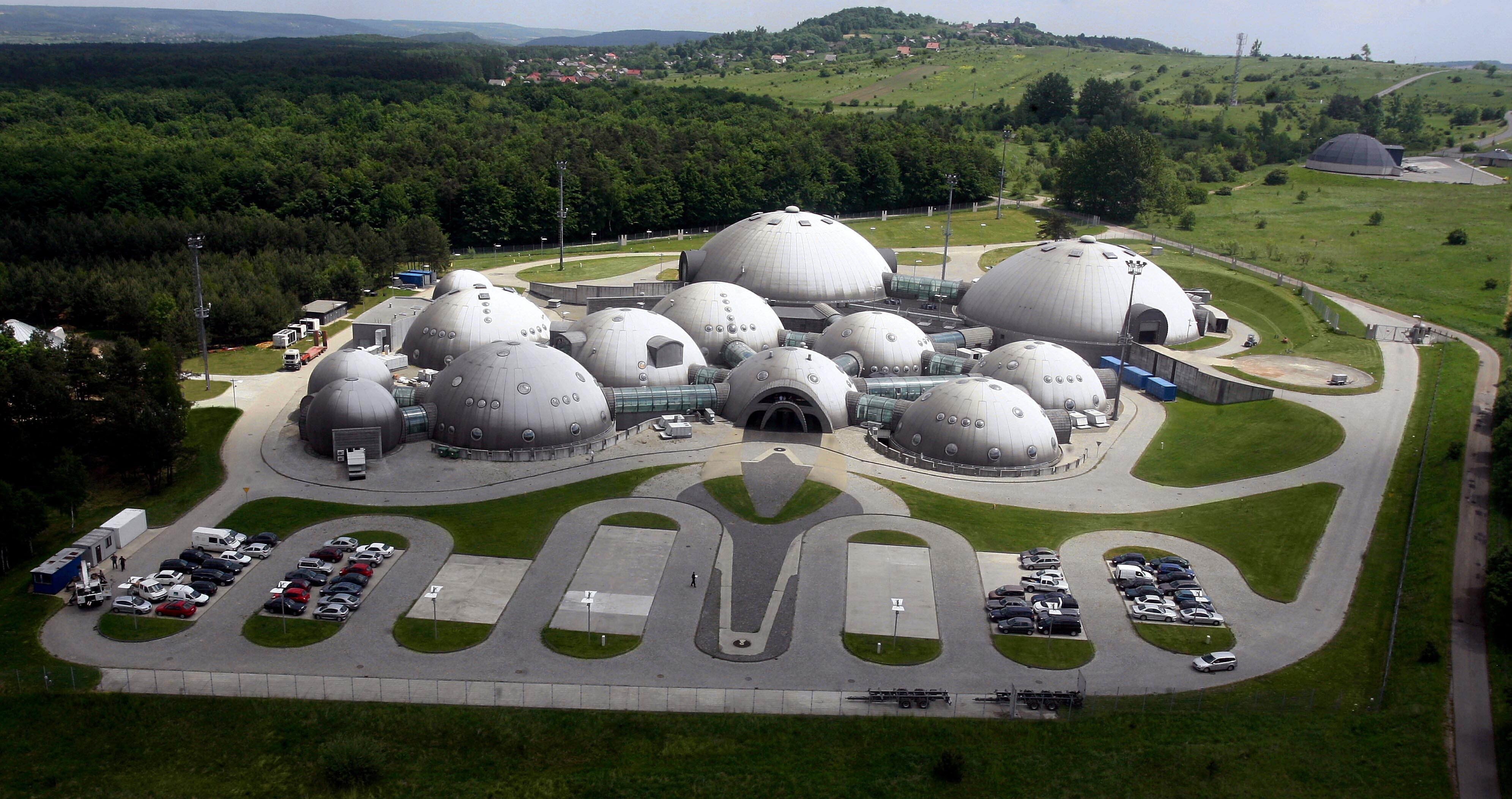
Phim trường Alvernia

Phim trường Alvernia - xưởng phim tọa lạc tại Kraków, Ba Lan, cách Sân bay Kraków-Balice 18 km (10 dặm), có các văn phòng đại diện ở Mumbai và Warsaw. Phim trường sản xuất các dự án nghệ thuật quốc tế về phim, sân khấu, trò chơi video, dự án âm nhạc và quảng cáo.
Khu phức hợp hình vòm rộng 13 000m2 bao gồm các sân khấu âm thanh, màn hình xanh không mái che lớn nhất thế giới, phòng thu âm nhạc, thiết bị ghi hình đầy đủ, hệ thống ghi lại chuyển động, phòng thí nghiệm 16 mm và 35mm, phòng chỉnh màu, phòng hiệu ứng hình ảnh và phòng,mix cuối cùng.
Xưởng được thành lập bởi giám đốc điều hành phát thanh Stanisław Tyczyński, một doanh nhân người Ba Lan, người sáng lập và chủ sở hữu cũ của RMF FM.
Các sản phẩm gần đây bao gồm:
- " Đốt cháy Bush " - đạo diễn Agnieszka Holland (Cộng hòa Séc, 2013)
- " Bhaag Milkha Bhaag " - đạo diễn Rakeysh Omprakash Mehra (Ấn Độ, 2013)
- " Arbitrage " - đạo diễn Nicholas Jarecki (Hoa Kỳ-Ba Lan, 2012)
- " Vamp " - đạo diễn Amy Heck Muff (Hoa Kỳ-Ba Lan, 2012)
- "Crulic a path to beyond" - đạo diễn Anca Damian (Romania-Ba Lan, 2011)
- " Azaan " - đạo diễn Prashant Chadha (Ấn Độ, 2011)
- " Killing Essential " - đạo diễn Jerzy Skolimowski (Ireland-Na Uy-Ba Lan-Hungary, 2010)